# کرونیالتو
کرونیالتو (به ایتالیایی: Crognaleto) یک کومونه در ایتالیا است که در استان تیرامو واقع شده‌است.

## خصوصیات
کرونیالتو ۱۲۳ کیلومترمربع مساحت و ۱٬۵۲۵ نفر جمعیت دارد و ۸۳۵ متر بالاتر از سطح دریا واقع شده‌است.